# Ivan Zak
Ivan Volarić – Zak (Zagreb, 26. travnja 1979.) je hrvatski pjevač pop glazbe.

## Životopis
Glazbom se počeo baviti vrlo rano, sa 6 godina počeo je svirati gitaru, te krenuo i završio glazbenu školu. S 14 godina osnovao je svoj prvi sastav. Nastupio je na brojnim glazbenim manifestacijama od kojih se ističe Dora 2002., HRF 2003., Hercegovački radijski festival 2008. i HRF 2009. godine, kada je i izborio finale s pjesmom "Sve sam joj krao" za koju je i napravio spot koji je izazvao medijsku pažnju.  
U ljetu 2009. singl "Adrenalin" s istoimenog albuma postaje uspješnica, te se našao na prvim mjestima većine glazbenih ljestvica. Ivan iza sebe ima četiri snimljena studijska albuma. U rujnu 2010. Ivan je ostvario uspješnu suradnju s Nedom Ukraden, a kao rezultat suradnje izdan je singl "Tetovaža" koji je uvršten na Ivanov album Adrenalin snimljen u prosincu iste godine. 2012. godine Ivan izdaje album "Bolja od najbolje" na kojem je za sve pjesme skladao glazbu i napisao stihove. Za pjesmu "Bolja od najbolje" često ističe da mu je promijenila život u potpunosti i okrenula smjer njegove karijere.
25.4.2015.g. izlazi novi Ivanov album "Usne varane". Na albumu se nalazi 12 pjesama, ponovno u potpunosti autorskih, budući Ivan potpisuje i glazbu i stihove i za ovu studijsku uspješnicu. S albuma "Usne varane" skinuto je nekoliko uspješnih singlova, od kojih je pjesma "Pretjerujem" postala ljetni hit s višemilijunskim brojem pregleda na Youtube-u. Još jedna pjesma s albuma, i to pjesma "Ne pitaš za mene", dobila je spot u studenom 2015. Uspješan niz glazbenih uradaka praćenih atraktivnim spotovima, Ivan Zak nastavio je i u 2016. izdavši hitove "Sve si moje" s kojim je nastupio na CMC festivalu u Vodicama u lipnju 2016., "Meni se s tobom" i "Za ljubav rođeni".
Mega koncertni spektakl, Ivan Zak održao je u Areni Zagreb, 11.02.2017. na kojem je bilo gotovo 18.000 ljudi.

### Studijski albumi
- Sve navike (2003.)
- Kao metak (2008.)
- Adrenalin (2010.)
- Bolja od najbolje (2012.)
- Usne varane (2015.)

### Singlovi
- Sve navike (2003.)
- Svjedok (2008.)
- Adrenalin (2009.)
- Sve sam joj krao (2009.)
- Vodu ne pijem (2009.)
- Tetovaža (duet s Nedom Ukraden) (2010.)
- Bolja od najbolje (2011.)
- Naučila si me (2012.)
- Zbogom pameti (2012.)
- Tko mi te krade (2012.)
- Aha (duet sa Stojom) (2010.)
- Obriši suze (duet s Beginima) (2013.)
- Ilegala (2013.)
- Jedna noć (2013.)
- Škripi veza (2013.)
- Usne varane (2014.)
- Duguješ mi ljeto (2014.)
- Daleko (2014.)
- Jedan u nizu (2015.)
- Pretjerujem (2015.)
- Ne pitaš za mene (2019,.)
- Sve si moje (2016.)
- Meni se s tobom (2016.)
- Za ljubav rođeni (2016.)
- Da si tu (2017.)
- Ničija (2017.)
- Opasna (2017.)
- Idu dani (2018.)
- Dar Mar (2018.)
- Laku noć (2018.)
- Sama (2018.)
- Milion (2019.)
- Tajne Naše (2024.)

## Zanimljivosti
- 1996. godine Ivan Zak nastupio je na Trešnjevačkom dječjem festivalu s pjesmom "U meni živiš Julija"
- Bio je jedan od hrvatskih pjevača koji su 2008. godine nastupili na 1. Hercegovačkom radijskom festivalu u Širokom Brijegu
- U spotu za pjesmu "Sve sam joj krao" pojavljuje se loto djevojka i bivša Miss Hrvatske Tina Katanić

## Vanjske poveznice
- Arhivirana stranica ivan-zak.com/biografija.htm, 3. rujna 2011. na Wayback Machine (pristupljeno 4. kolovoza 2014.)
- Ivan Zak - HitRecords.hr